# Possessions (Kurzfilm)
Possessions (jap. 九十九, Tsukumo, vgl. Tsukumogami) ist ein japanischer computeranimierter Anime-Kurzfilm von Shūhei Morita aus dem Jahr 2012. Gegenstand des Films sind die sogenannten Tsukumogami, die Teil des japanischen Volksglaubens Shintō sind. Sie sind mit der Zeit vernachlässigte Gebrauchsgegenstände, die nach 100 Jahren von Geistern beseelt werden.

## Handlung
Eine Nacht im Japan des 18. Jahrhunderts: Ein Wanderer kommt während eines stürmischen Gewitters an einen verlassenen Schrein. Er bittet um Obdach für die Nacht, erkennt jedoch im Schein der Blitze Unrat und Weggeworfenes im Inneren. Nachdem er die Tür geschlossen hat, verwandelt sich das Innere des Schreins. Der Mann sieht sich plötzlich einer Wand voller verschlissener Papierschirme gegenüber. Ein kleiner Papierfrosch mit einem kleinen Papierschirm in der Hand erscheint und singt von den Schirmen, die kaputt sind und weggeworfen werden müssen. Der Mann bewundert die alten und seltenen Schirme. Er öffnet eine Holzkiste, die er bei sich führt. Es zeigt sich, dass er ein Handwerker ist. Er repariert die Schirme und zuletzt auch das kleine Schirmchen, das der Papierfrosch bei sich hat. Der Frosch bedankt sich und hüpft mit dem Schirm davon, bevor er sich in Luft auflöst. Der Mann ist erstaunt.
In einem Nebenzimmer wird er mit kaputter Stofftapete konfrontiert, die er repariert, wobei er Stoffbahnen aneinandernäht. Der Stoff verschwindet, nachdem seine Arbeit vollendet ist. Im dritten Raum stapeln sich die weggeworfenen Dinge übermannshoch. Aus dem Müllberg strömt ein fauler Geruch, der den Wanderer dazu bringt, sich die Nase zuzuhalten. Der Berg türmt sich plötzlich zu einem Drachen auf und rast aus dem Wanderer zu. Der beginnt zu beten, wobei er allen Geistern dankt, die den Schrein bevölkern, und der Drache verschlingt ihn.
In betender Haltung erwacht der Mann am nächsten Morgen. Der Schrein ist so, wie er ihn am Vorabend aufgefunden hatte, die Form des Unrats erinnert an die eines Drachen. Das Gewitter ist abgezogen, doch findet der Mann vor dem Schrein einen reparierten Papierschirm und einige zusammengenähte Bahnen Stoff. Er nimmt beides an sich und wandert vom Schrein davon.

## Produktion und Veröffentlichung
Possessions entstand ab Januar 2012 innerhalb von rund fünf Monaten bei Studio Sunrise. Regie führte Shūhei Morita, der nach einer Idee von Keisuke Kishi auch das Drehbuch schrieb. Keisuke Kishi entwarf darüber hinaus das Conceptual Design. Verantwortlicher Produzent war Yasumasa Tsuchiya und das Charakterdesign entwarf Daisuke Sajiki. Die Animation erfolgte in LightWave 3D. Reiji Kitazato komponierte die Filmmusik.
Im Jahr 2012 lief Possessions unter anderem auf dem Festival d’Animation Annecy, wo im Juni 2012 auch die Aufnahme des Films in den Kompilationsfilm Short Peace von Katsuhiro Otomo bekanntgegeben wurde. Short Peace erlebte am 20. Juli 2013 in Japan seine Premiere. Der Sender Bandai Channel zeigte den Film im japanischen Fernsehen.

## Synchronsprecher
| Rolle            | Japanische Stimme (Seiyū) |
| ---------------- | ------------------------- |
| Komachi Sorimono | Yūki Aoi                  |
| Kaeru Hebisakka  | Takeshi Kusao             |
| Frosch           | Kōichi Yamadera           |

## Rezeption
Possessions lief 2012 auf dem Festival d’Animation Annecy im Wettbewerb um den Cristal d’Annecy. Der Film wurde 2014 für einen Oscar in der Kategorie Bester animierter Kurzfilm nominiert.
Die deutsche Zeitschrift Animania nannte den Film ein „atemberaubend animiertes Kleinod, das dank der tollen Musik von Reiji Kitazato nicht nur ein Fest für die Augen, sondern auch für die Ohren ist“.